# Boxe nos Jogos Olímpicos de Verão de 1924
O boxe nos Jogos Olímpicos de Verão de 1924 foi realizado em Paris, na França, com oito eventos disputados.

## Eventos do boxe
Masculino: Peso mosca | Peso galo | Peso pena | Peso leve | Peso meio-médio | Peso médio | Peso meio-pesado | Peso pesado

## Peso mosca (até 50,8kg)
| Pos. | País           | Atletas          |
| ---- | -------------- | ---------------- |
|      | Estados Unidos | Fidel La Barbara |
|      | Reino Unido    | James McKenzie   |
|      | Estados Unidos | Raymond Fee      |

## Peso galo (até 53,5kg)
| Pos. | País           | Atletas           |
| ---- | -------------- | ----------------- |
|      | África do Sul  | William H. Smith  |
|      | Estados Unidos | Salvatore Tripoli |
|      | França         | Jean Ces          |

## Peso pena (até 57,1kg)
| Pos. | País           | Atletas         |
| ---- | -------------- | --------------- |
|      | Estados Unidos | Jackie Fields   |
|      | Estados Unidos | Joseph Salas    |
|      | Argentina      | Pedro Quartucci |

## Peso leve (até 61,2kg)
| Pos. | País           | Atletas             |
| ---- | -------------- | ------------------- |
|      | Dinamarca      | Hans Jacob Nielsen  |
|      | Argentina      | Alfredo Copello     |
|      | Estados Unidos | Frederick Boylstein |

## Peso meio-médio (até 66,6kg)
| Pos. | País      | Atletas       |
| ---- | --------- | ------------- |
|      | Bélgica   | Jean Delarge  |
|      | Argentina | Hector Mendez |
|      | Canadá    | Douglas Lewis |

## Peso médio (até 72,5kg)
| Pos. | País        | Atletas              |
| ---- | ----------- | -------------------- |
|      | Reino Unido | Harry Mallin         |
|      | Reino Unido | John Elliott         |
|      | Bélgica     | Joseph Jules Beecken |

## Peso meio-pesado (até 79,3kg)
| Pos. | País        | Atletas        |
| ---- | ----------- | -------------- |
|      | Reino Unido | Harry Mitchell |
|      | Dinamarca   | Thyge Petersen |
|      | Noruega     | Sverre Sörsdal |

## Peso pesado (+ 79,3kg)
| Pos. | País      | Atletas         |
| ---- | --------- | --------------- |
|      | Noruega   | Otto von Porat  |
|      | Dinamarca | Sören Peteersen |
|      | Argentina | Alfredo Porzio  |

## Quadro de medalhas do boxe
| Pos. | País           | Ouro | Prata | Bronze | Total |
| 1    | Estados Unidos | 2    | 2     | 2      | 6     |
| 2    | Reino Unido    | 2    | 2     | 0      | 4     |
| 3    | Dinamarca      | 1    | 2     | 0      | 3     |
| 4    | Bélgica        | 1    | 0     | 1      | 2     |
| 4    | Noruega        | 1    | 0     | 1      | 2     |
| 6    | África do Sul  | 1    | 0     | 0      | 1     |
| 7    | Argentina      | 0    | 2     | 2      | 4     |
| 8    | Canadá         | 0    | 0     | 1      | 1     |
| 8    | França         | 0    | 0     | 1      | 1     |